# Фишерманс Уорф (Сан Франциско)
Фишерманс Уорф (на английски: Fisherman's Wharf в превод Рибарски кей/пристан) е квартал и популярна туристическа атракция на Сан Франциско. Фишерманс Уорф се намира в североизточната част на Сан Франциско и е прилежащ на Санфранциския залив. Фишерманс Уорф е популярен заради красивите гледки към залива откъдето се виждат Мостът Голдън Гейт, Алкатрас за който се взима ферибот от Фишерманс Уорф, както и заради многобройните кафета, ресторанти, магазини и туристически атракции разположени в района му. На дъсчени платформи в близост до брега за радост на туристите са се излегнали и десетки тюлени. Популярен специалитет на някои заведения на Фишерманс Уорф е мидената супа сервирана в издълбана питка направена от кисело тесто. На Фишерманс Уорф се предлагат също и всякакви други морски деликатеси като раци, риби и други.